# Елов, Николай Васильевич
Николай Васильевич Елов (9 марта 1915, село Сельцы — 7 июня 1994, Люберцы) — советский военнослужащий, участник Великой Отечественной войны, полный кавалер ордена Славы, командир отделения роты автоматчиков 170-го гвардейского стрелкового полка, гвардии старшина.

## Биография
Родился 9 марта 1915 года в селе Сельцы (ныне Можайского района Московской области). Окончил 9 классов, школу фабрично-заводского ученичества. Работал электриком на заводе в городе Тушино Московской области.
В 1936 году был призван в Красную Армию. Действительную службу проходил в городе Севастополе электриком 19-й батареи 3-го отдельного артдивизиона военно-морской базы Черноморского флота. В конце службы, будучи уже старшиной центрального поста, подал заявление с просьбой оставить на сверхсрочную. В июне 1941 года, перед самой войной, вступил в ВКП(б).
Участник Великой Отечественной войны с первых дней. Все дни обороны Севастополя служил на артиллерийский батарее, стоявшей на окраине Балаклавы. После того как орудия были разбиты, возглавил взвод краснофлотцев и сражался как пехотинец. После оставления города советскими частями попал в плен, прошёл несколько лагерей. В Днепропетровске, во время работ, ему и ещё нескольким военнопленным удалось бежать. В ноябре 1943 года вышел к своим. Прошёл проверки и был направлен в строевую часть.
Был зачислен рядовым в роту автоматчиков 170-го гвардейского стрелкового полка 57-й гвардейской стрелковой дивизии. В составе этого полка воевал до Победы, участвовал в боях на Правобережной Украине, освобождал Одессу, дрался на днестровском плацдарме, форсировал Вислу, Одер, одним из первых вступил в Варшаву, штурмовал Берлин. Стал командиром отделения.
Под Одессой возглавил взвод автоматчиков, который в ночном бою разгромил оборонявший предместье города вражеский гарнизон, истребив около пятидесяти противников. Был награждён медалью «За отвагу».
10-15 мая 1944 года в боях на заднестровском плацдарме в районе села Войково гвардии старший сержант Елов в критические моменты умело руководил подчиненными при отражении вражеских контратак. Лично истребил 8 противников. Был ранен и контужен, но не покинул поле боя.
Приказом от 1 июня 1944 был награждён орденом Славы 3-й степени.
В июле дивизия вошла в состав 8-й гвардейской армии 1-го Белорусского фронта. Её передовой отряд, в котором сражался и гвардии старшина Елов, форсировал Вислу в районе Магнушева и в упорном бою с превосходящими силами противника захватил плацдарм.
8-10 августа 1944 года при отражении контратак противника в районе населенных пунктов Ходков, Рычивул, Клода гвардии старшина Елов с отделением уничтожил свыше 20 противников. Все воины, отличившиеся в этом бою, были представлены к правительственным наградам.
Приказом от 19 сентября 1944 года гвардии старшина Елов Николай Васильевич награждён орденом Славы 2-й степени.
После освобождения Варшавы дивизия вышла на Одер. Ночью передовые подразделения переправились на противоположный берег и, захватив небольшой плацдарм, заняли оборону. Гвардии старшина Елов вывел своих автоматчиков в тыл гитлеровцам и атаковал. Противник, бросая раненых и оружие, отошёл. Когда рассвело, на месте ночного боя насчитали около четырёх десятков трупов вражеских солдат и офицеров.
Проявил высокое боевое мастерство и отвагу при штурме Берлина. 29 апреля 1945 года ему было приказано овладеть домом в центре города, откуда противник вел сильный огонь, мешая продвижению стрелковых подразделений. Гвардии старшина во главе своих автоматчиков ворвался в здание, уничтожив шестнадцать противников и восемь солдат взяв в плен. Вражеский опорный пункт пал.
За мужество и отвагу, проявленные в боях при штурме Берлина, был награждён орденом Славы 1-й степени (15 мая 1946 года). В октябре 1945 года был демобилизован в звании гвардии старшины. Вернулся на родину.
Жил в городе Люберцы Московской области. Работал старшим механиком в Государственном научно-исследовательском энергетическом институте им. Г. М. Кржижановского. Умер в 1994 году и похоронен на Кузьминском кладбище Москвы.